# Мальви (баллада)
«Баллада о мальвах» (укр. Балада про мальви или Мальви) — песня Владимира Ивасюка на стихи Богдана Гуры.
Впервые песня была исполнена знаменитой украинской и советской певицей Софией Ротару в 1975 году, впоследствии вошла в студийный альбом «София Ротару поёт песни Владимира Ивасюка».

## История
Мелодию этой песни Владимир Ивасюк написал в конце 1960-х годов и сначала предложил написать слова Тамаре Севернюк, которая написала в 1969 году лирический текст о море. В том же году черновицкий студент-филолог Богдан Гура написал стихотворение «Мальвы», которое тематически довольно сильно отличается от стихотворения Северенюк, но и он также был отложен на несколько лет.
10 февраля 1974 года Владимир Ивасюк напечатал в газете «Советская Буковина» воспоминания о карпатских путешествиях — собственное стихотворение «Волшебная недея» — одно из вариантов «Баллады о мальвах».
Но впоследствии он отказался от этого текста и доработав мелодию и аранжировки вернулся к стихотворению Богдана Гуры. Песня была исполнена в 1975 году Софией Ротару под названием «Балада про мальви». Премьера песни состоялась в фильме "Песня всегда с нами". В концертные программы песня включалась изредка в середине 70-х годов и в 1998 году в осовремененной аранжировке в программе "Люби меня". В 1977 году представлялась в отборочных выпусках телефестиваля "Песня-77" в исполнении солистки ВИА "Водограй" Людмилы Артеменко и самой Софии Ротару. В силу того, что при составлении программы заключительного концерта в него была включена большая подборка песен на гражданскую тематику, в т.ч. песен о Великой Отечественной войне, к тому же в ней песня на языке народов СССР была представлена (песня "Алия" на казахском языке, в исполнении Розы Рымбаевой), а также в силу того, что основная исполнительница песни София Ротару уже исполняла две песни, в финал фестиваля "Баллада про мальви" не прошла. 
Сначала В. Ивасюк хотел назвать песню «Баллада о матери»: "Мать ждет — не дождется дочь с войны. А дочь — вот она, под окном расцвела мальвой. Мать, которой люди кланяются к ногам за её подвиг, которая никогда не перестанет ждать … ". Название было изменено на "Балладу про мальви" по просьбе Софии Ротару, чтобы избежать путаницы с тематически перекликавшейся "Балладой о матери" Евгения Мартынова, также входившей в репертуар певицы и активно ей исполнявшейся. 
После убийства Владимира Ивасюка у многих исследователей эта песня ассоциируется с судьбой самого композитора. Первый директор мемориального музея имени Владимира Ивасюка Прасковья Нечаева отмечает: «Было что-то в этой песне трагически пророческое. Каждый звук, каждый интонационный поворот имел смысловую нагрузку, раскрывал тему вечности жизни, перехода одной её формы в другую, вечности материнской любви» или на мове: «Було щось у цій пісні трагічно-пророче. Кожен звук, кожен інтонаційний зворот мав смислове навантаження, розкривав тему незнищенності життя, переходу однієї його форми в іншу, незнищенності материнської любові».